# کلسیم اینوزینات
کلسیم اینوزینات (به انگلیسی: Calcium inosinate) با فرمول شیمیایی C۱۰H۱۱CaN۴O۸P (xH۲O) یک ترکیب شیمیایی با شناسه پاب‌کم 8582 (without Calcium) است. که جرم مولی آن ۳۸۶٫۱۹ g/mol می‌باشد.